# Tankmonument (Hermeton-sur-Meuse)

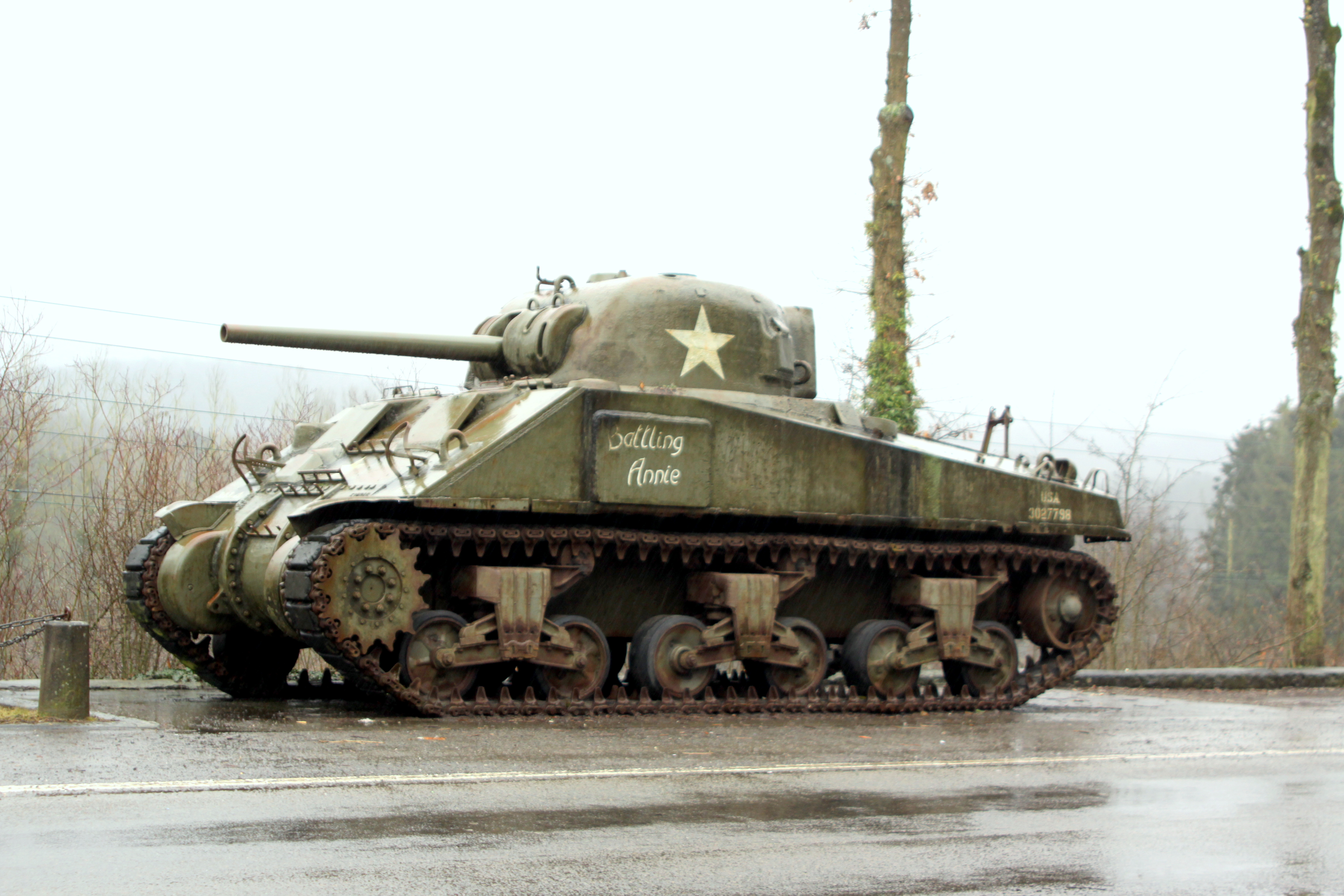
Tankmonument in Hermeton-sur-Meuse in 2012

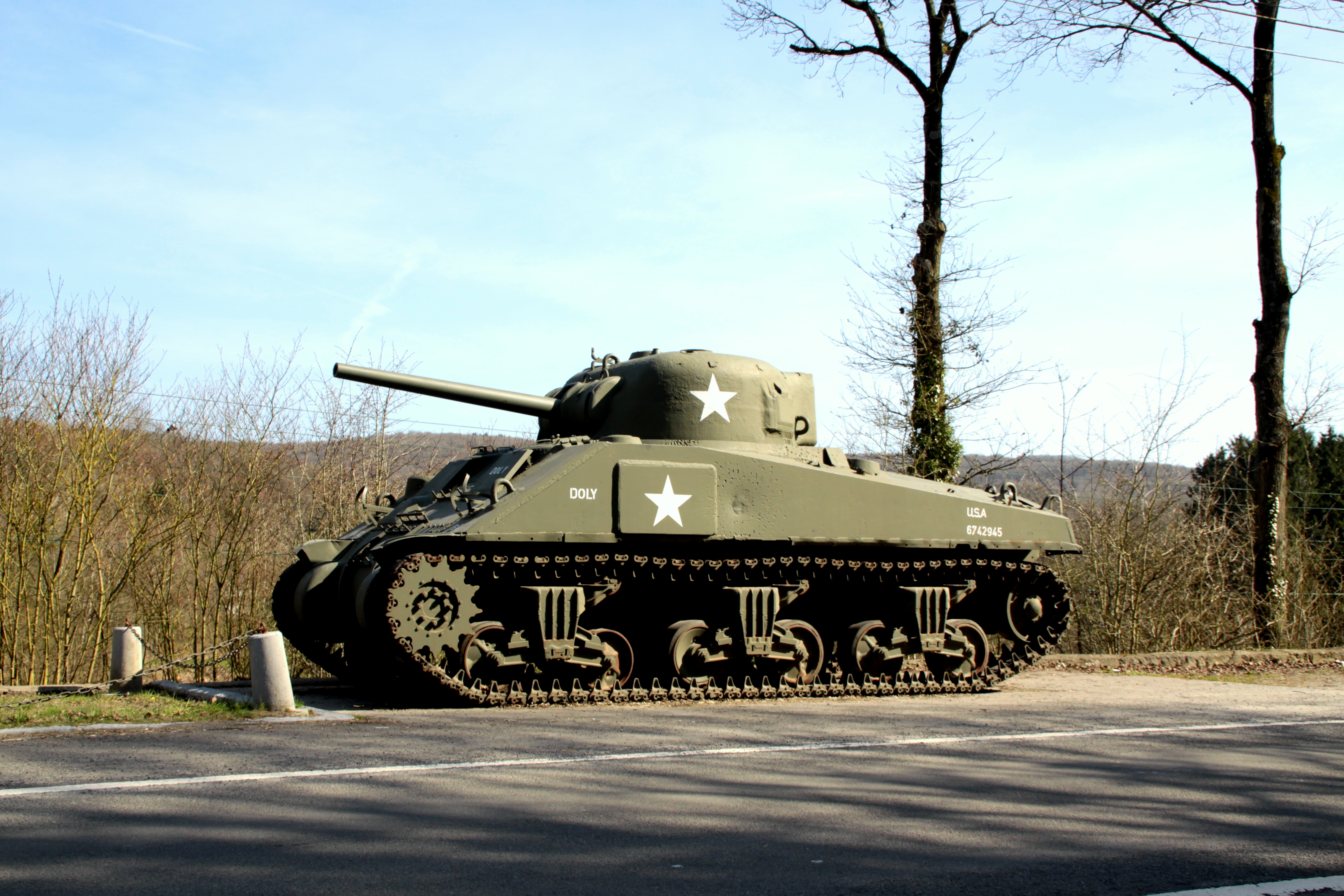
Tankmonument in Hermeton-sur-Meuse na restauratie in 2015

Het Tankmonument is een oorlogsmonument in het dorp Hermeton-sur-Meuse in de Belgische gemeente Hastière. Het tankmonument staat aan de Rue de France ten zuiden van het dorp aan de weg naar Frankrijk. De tank is van het type M4 Sherman.

## Geschiedenis
Tijdens de Tweede Wereldoorlog werd de tank door de Amerikanen gebruikt tijdens de Slag om de Ardennen. De 2e en 3e Bataljon van het 60e US-Infanterieregiment van de 9e Infanteriedivisie gebruikten de tank tijdens twee dagen lange gevechten tegen de 2. SS-Panzer-Division Das Reich.
In april 2012 werd de weggehaald om gerestaureerd te worden en werd in mei 2015 teruggeplaatst.